# Schyrokyj (Schtschastja)
Schyrokyj (ukrainisch Широкий; russisch Широкий Schiroki) ist eine Selyschtsche im Osten der ukrainischen Oblast Luhansk mit etwa 1800 Einwohnern.
Die Ansiedlung entstand 1929 durch die organisierte Ansiedlung von bisher in der Gegend nomadisierenden Kosakenfamilien und trug zunächst den Namen Industrija (Индустрия). Es liegt 3 Kilometer westlich der Grenze zu Russland, 32 km nordöstlich vom Rajonzentrum Schtschastja und etwa 38 km nordöstlich vom Oblastzentrum Luhansk entfernt.
Ende Februar 2022 wurde der Ort durch russische Truppen im Rahmen des Russischen Überfalls auf die Ukraine eingenommen und befindet sich seither nicht mehr unter ukrainischer Kontrolle.

## Verwaltungsgliederung
Am 12. Juni 2020 wurde die Ansiedlung zum Zentrum der neugegründeten Landgemeinde Schyrokyj (Широківська сільська громада/Schyrokiwska silska hromada). Zu dieser zählen auch die 9 in der untenstehenden Tabelle aufgelisteten Dörfer sowie die 4 Ansiedlungen Kosatschyj, Roskwit, Stepowe und Talowe bis dahin bildete es zusammen mit den Ansiedlungen Kosatschyj und Stepowe die gleichnamige Landratsgemeinde Schyrokyj (Широківська сільська рада/Schyrokiwska silska rada) im Osten des Rajons Stanytschno-Luhanske.
Seit dem 17. Juli 2020 ist sie ein Teil des Rajons Schtschastja.
Folgende Orte sind neben dem Hauptort Schyrokyj Teil der Gemeinde:
| Name                     | Name           | Name                               |
| ukrainisch transkribiert | ukrainisch     | russisch                           |
| ------------------------ | -------------- | ---------------------------------- |
| Blahowischtschenka       | Благовіщенка   | Благовещенка (Blagoweschtschenka)  |
| Derkulske                | Деркульське    | Деркульское (Derkulskoje)          |
| Harassymiwka             | Гарасимівка    | Гарасимовка (Garassimowka)         |
| Kosatschyj               | Козачий        | Казачий (Kasatschi)                |
| Krasna Taliwka           | Красна Талівка | Красная Таловка (Krasnaja Talowka) |
| Krasnyj Derkul           | Красний Деркул | Красный Деркул (Krasny Derkul)     |
| Oleksandriwka            | Олександрівка  | Александровка (Alexandrowka)       |
| Roskwit                  | Розквіт        | Розквит                            |
| Solotariwka              | Золотарівка    | Золотарёвка (Solotarjowka)         |
| Stepowe                  | Степове        | Степовое (Stepowoje)               |
| Talowe                   | Талове         | Таловое (Talowoje)                 |
| Tschuhynka               | Чугинка        | Чугинка (Tschuginka)               |
| Wilne                    | Вільне         | Вольное (Wolnoje)                  |